# Олівер Ліз
Олівер Ліз (англ. Oliver Leese; нар. 27 жовтня 1894, Вестмінстер — пом. 22 січня 1978, Ллангауадр-ум-Мочнант, Уельс) — британський воєначальник, лейтенант-генерал Британської армії, учасник Першої та Другої світових воєн.

## Біографія
Військова кар'єра
- 15 травня 1915 — другий лейтенант
- 5 вересня 1915 — лейтенант
- 1 квітня 1921 — капітан
- 30 листопада 1929 — майор
- 1 липня 1933 — бревет підполковник
- 17 грудня 1936 — підполковник
- 28 вересня 1938 — бревет полковник
- 18 жовтня 1938 — полковник
- 12 грудня 1941 — майор-генерал
- 31 липня 1944 — лейтенант-генерал

Олівер Вільям Гаргрівз Ліз (англ. Oliver William Hargreaves Leese) народився 27 жовтня 1894 року у лондонському районі Вестмінстер. Освіту отримав у школі Людгрову та в Ітонському коледжі. Під час навчання в коледжі пройшов курси підготовки офіцерів. У перші тижні Першої світової війни отримав звання другого лейтенанта та розпочав військову службу у полку Колдстрімської гвардії. У середині жовтня 1914 року прибув до Франції на Західний фронт і бився поблизу Іпра у складі свого полку, що входив до 4-ї гвардійської бригади 2-ї піхотної дивізії. Однак, вже 20 жовтня дістав поранення в бою, перше з трьох, що отримав на фронті Першої світової війни. Лікувався в Англії, згодом повернувся на передову, бився при Лоосі, у битві на Соммі (поранений втретє), за що відзначений орденом «За видатні заслуги».
Після війни залишився у лавах британської армії. З 1927 до 1928 року навчався у Штабному коледжі у Камберлі. Серед його однокурсників під час навчання були майбутні британські генерали Другої світової війни: Роберт Бріджмен, Ерік Гейз, Філіп Крістісон, Рональд Пенні, Евелін Баркер, Ерік Дорман-Сміт та інші. У листопаді 1929 року призначений начальником штабу 1-ї гвардійської піхотної бригади.
З 1932 до 1938 року Ліз проходив службу на різних штабних та керівних посадах. У вересні 1938 року став викладачем у Командно-штабному коледжі Кветті, Британська Індія.
У березні 1940 року, через шість місяців з початку Другої світової війни, Олівер Ліз повернувся до Англії. Коли німецький вермахт розпочав вторгнення до Нідерландів, Бельгії та Франції, його призначили заступником начальнику штабу Британських експедиційних сил генерала лорда Ґорта. 31 травня евакуювався разом з командувачем з Дюнкерка до Британських островів.

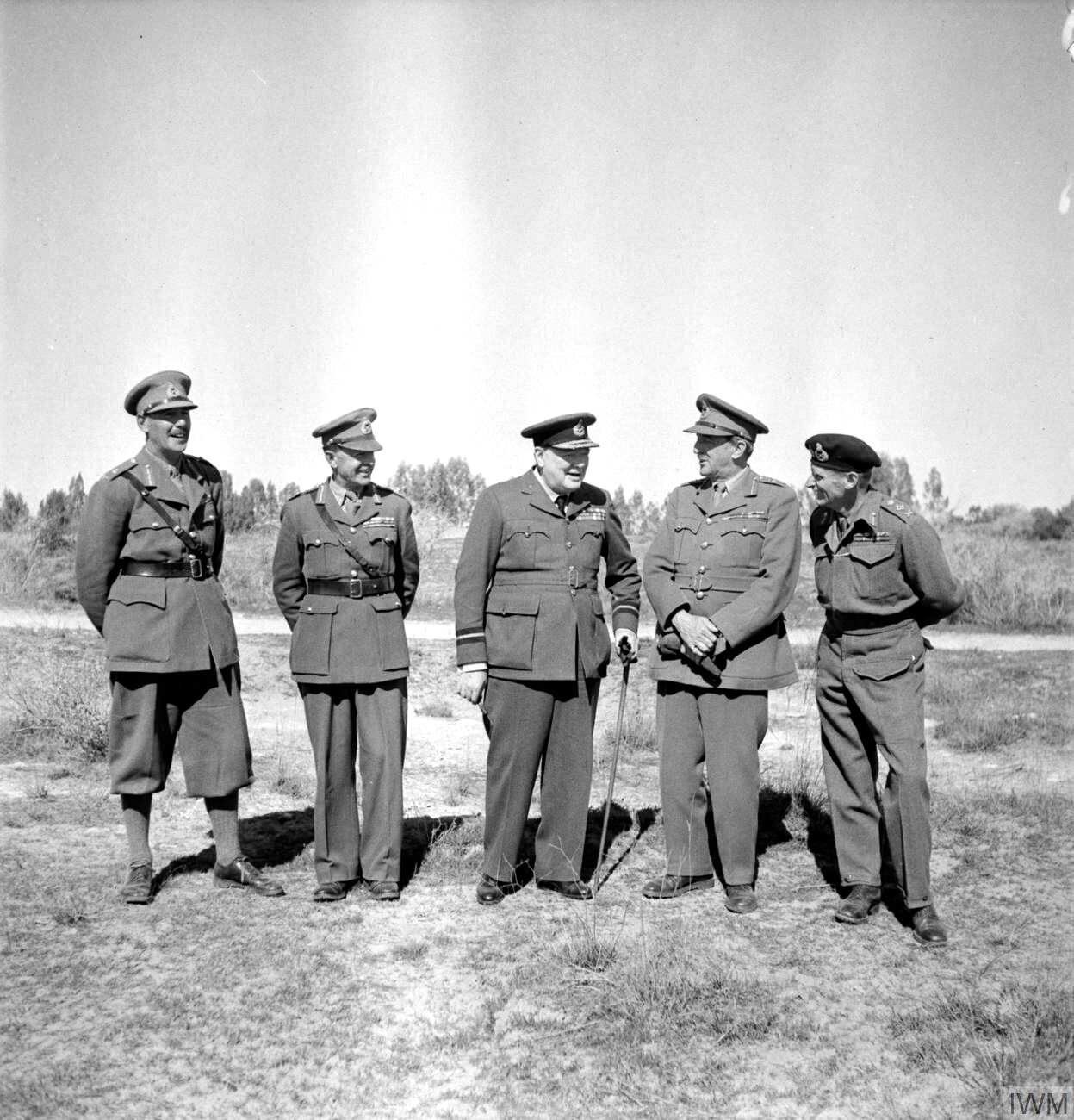
Прем'єр-міністр Великої Британії Вінстон Черчилль з генералітетом у Триполі. Зліва направо: генерали Олівер Ліз, Гарольд Александер, Черчилль, Алан Брук та Бернард Монтгомері. Північно-Африканська кампанія. 1943

Після повернення очолив 29-ту піхотну бригаду, а в грудні 1940 року став бревет майор-генералом та очолив Західносакську дивізію. Через місяць генерал очолив на стадії формування 15-ту Шотландську піхотну дивізію, що дислокувалася у Східній Англії. У червні 1941 року Ліз призначений командиром Гвардійської бронетанкової дивізії, де продемонстрував свої відмінні організаторські та лідерські якості.
У вересні 1942 року Ліз очолив XXX армійський корпус 8-ї армії лейтенант-генерала Бернарда Монтгомері, що бився у Північній Африці, і командував ним до переможного завершення кампанії у травні 1943 року. У липні він командував своїм корпусом у ході висадки на Сицилію, втім, після завершення бойових дій на острові Ліза відкликали до Англії, де підключили до розробки операції «Оверлорд» з вторгнення союзних армій до Північно-Західної Європи.
24 грудня 1943 року Олівер Ліз повернувся до Італії, де змінив на посаді командувача 8-ї британської армії генерала Монтгомері, який у свою чергу відбував до Британії. Генерал Ліз командував армією на четвертому, завершальному, етапі битви за Монте-Кассіно у травні 1944 року, та проривав Готичну лінію. 31 липня 1944 року йому присвоєне звання лейтенант-генерал.
У вересні 1944 року Ліз відряджений до Британської Індії, де змінив на посаді командувача 11-ї групи армій генерала Джорджа Гіффарда. У листопаді групу армій перейменували на Союзні сухопутні війська в Південно-Східній Азії (англ. Allied Land Forces, South-East Asia (ALFSEA). Під його командуванням були три угруповання: Командування Північної бойової зони на чолі з американським генерал-лейтенантом Деном Султаном, 14-та британська армія лейтенант-генерала Вільяма Сліма, що билася в центральній Бірмі, й на півдні в Аракані, XV Індійський корпус лейтенант-генерала Філіпа Крістісона. Протягом року група армій Ліза успішно провела наступальну кампанію, визволила від японців Рангун шляхом проведення морської десантної операції «Дракула» у травні 1945 року.
Після завершення війни на Тихому океані лейтенант-генерал Олівер Ліз повернувся до Англії. Однак, йому запропонували посаду командувача Східного командування, що стало значним пониженням у його службовій кар'єрі; він був одним з трьох британських командувачів групами армій наприкінці війни. У лютому 1947 року він пішов у відставку.
22 січня 1978 року Олівер Ліз помер у віці 83 років від сердечного нападу.